# كوريلا تانيمبار
كوريلا تانيمبار (الاسم العلمي: Cacatua goffiniana)، هو نوع من الكوكاتو متوطن في غابات جزيرة يامدينا وجزر تانيمبار في إندونيسيا.